# 南英格蘭
南英格蘭（英語：Southern England）是英國英格蘭的地區名稱。不過實際上，南英格蘭和英格蘭的其他地區並沒有明確的分界線。按照英國政府定義的話，南英格蘭包括了西南英格蘭、東南英格蘭、大倫敦地區和東英格蘭。這些地區總計面積62,042平方（23,955平方英里），居住有2600萬人。